# Ириней (Стинберг)
Епи́скоп Ирине́й (англ. Bishop Irenei; в миру Мэ́тью Крэ́йг Сти́нберг, англ. Matthew Craig Steenberg; род. 7 января 1978, Окинава, Окинава) — архиерей Русской православной церкви заграницей, епископ Лондонский и Западно-Европейский (с 2019). Патролог.

## Биография
Родился 7 декабря 1978 года на военной базе американского флота в Окинаве, Япония, в семье Крэйга и Кэрин Стинберг и там провёл первый год своей жизни, после чего переехал в США.
Большую часть своего детства он провел городе Москва, штат Айдахо. Кроме того, жил в Германии, Франции и Великобритании.
В 2001 году окончил Колледж святого Олафа в Норсфилде, штат Миннесота, со степенью бакалавра искусств.
В том же году стал одним из 40 студентов США, которые были удостоены престижной стипендии Маршалла, дававшей право на обучение в любом британском вузе в течение двух лет. Победители были объявлены в декабре британским посолом сэром Кристофером Мейером в Вашингтоне. Мэтью стал единственным в том году выпускником из колледжа или университета Миннесоты, удостоенным этой премии, а также первым из студентов Колледжа святого Олафа, кому её присудили.
После этого он уезжает Англию, где поступает в Оксфордский университет, который окончил со степенью магистра, а позднее получил там степень доктора философии. Преподавал там, стал профессором патристики.
В 2004 году был поставлен во чтеца и назначен регентом в Оксфорде (Англия).
В 2006 году был одним из основателей нового православного прихода во имя святителя Николая чудотворца в Оксфорде в юрисдикции Московского Патриархата.
25 марта 2007 года принял участие в первом ежегодном великопостный семинаре при кафедральном соборе Пресвятой Богородицы Всех скорбящих Радости в Сан-Франциско, где выступил с докладом «Молитва, человек, литургия и православная жизнь».
28 августа 2007 года в Успенском соборе Лондон епископом Богородским Елисеем (Ганабой) был рукоположен в сан диакона и был назначен клириком прихода Николая Чудотворца в Оксфорде Сурожской епархии.
В 2007—2010 годах был заведующим кафедрой теологии и религиоведения в Лидском Троицком университетском колледже, Хорсфорт, Западный Йоркшир.
В 2008 году начал делать еженедельные трансляций для американской православной интернет-радиостанции Ancient Faith Radio, где рассказывал о святых отцах.
Вернулся в США и поселился в Сан-Франциско. В январе 2010 года был принят в клир Сан-Францисской епархии Русской зарубежной церкви с назначением клириком храма Тихона Задонского и директором Свято-Иоанновского православного лицея в Сан-Франциско.
8 марта 2010 года в Свято-Тихоновской домовой церкви при епархиальном управлении Сан-Францисской епархии был пострижен архиепископом Сан-Францисским Кириллом (Дмитриевым) в мантию с именем Ириней в честь святого Иринея Лионского.
14 марта того же года был рукоположён в сан иеромонаха тем же владыкой в Радосте-Скорбященском кафедральном соборе в Сан-Франциско. Был назначен помощником епископа Сеаттлийского Феодосия (Иващенко) в Свято-Тихоновском храме.
С марта 2010 года — приглашённый профессор православных христианских наук в Университете святой Клары. С того же года — научный сотрудник в области богословия (Professorial Research Fellow in Theology) в Лидском Троицком университетском колледже.
12 октября 2010 года награждён архиепископом Кириллом золотым наперсным крестом.
Архиепископом Кириллом назначен казначеем епархии. 17 марта 2011 года на весеннем заседании Епархиального совета архиепископ Кирилл официально представил его в этой должности.
26 августа того года архиепископом Сан-Францисским Кириллом в Сан-Францисском храме Тихона Задонского был возведён в сан архимандрита с возложением митры.
В 2011 году стал основателем и деканом Института богословских наук имени святых Кирилла и Афанасия Александрийский в Сан-Франциско, открывшийся в январе 2012 года.
В январе 2012 года Указом архиепископа Сан-Францисского и Западно-Американского Кирилла назначен главой нового монашеского благочиния Западно-Американской епархии, объединившего все официальные монашеские общины епархии и всех монашествующих, живущие вне этих общин.
Помимо деятельности на приходе и в гимназии, архимандрит Ириней известен своими популярными радиовыступлениями, а также как создатель сайта, посвященного православной патрологии и литургике monachos.net.
24 июня 2014 года, по предложению митрополита Илариона (Капрала), Архиерейский Собор РПЦЗ включил его в расширенный состав Учёной комиссии при Архиерейском Синоде.
С 2014 года помогал создавать новый мужской монастырь во имя преподобного Силуана Афонского в Соноре, штат Калифорния. На официальном открытии монастыря в 2015 году был назначен его настоятелем.
Участник прошедшего 12 — 16 октября 2015 в Шамбези Пятого Предсоборного Совещания в составе делегации Русской православной церкви.
16 апреля 2016 года решением Священного Синода Русской Православной Церкви включен в состав Синодальной библейско-богословской комиссии.

### Архиерейство
1 июля 2016 года Архиерейский Синод РПЦЗ, «ознакомившись с материалами Архиерейских Соборов 2011 и 2014 годов, с результатами недавно проведенного опроса Преосвященных архиереев, не входящих в состав Архиерейского Синода, и всесторонне обсудив ходатайство архиепископа Сан-Францисского и Западно-Американского Кирилла», постановил считать архимандрита Иринея избранным во епископа Сакраментского, викария Западно-Американской епархии. 15 июля того же года избрание утверждено решением Священного Синода Московского патриархата.
5 ноября 2016 года за всенощным бдением в Радосте-Скорбященском кафедральном соборе в Сан-Франциско наречен во епископа Сакраментского, а 6 ноября там же хиротонисан во епископа; хиротонию совершили: архиепископ Сан-Францисский и Западно-Американский Кирилл (Дмитриев), архиепископ Чикагский и Средне-Американский Петр (Лукьянов), епископ Сиэтлийский Феодосий (Иващенко), епископ Манхэттенский Николай (Ольховский), епископ Наро-Фоминский Иоанн (Рощин).
9 июня 2017 года решением Архиерейского Собора РПЦЗ назначен администратором Великобританской епархии.
20 сентября 2018 года решением Архиерейского Синода РПЦЗ освобождён от управления Сакраментским викариатством Западно-Американской епархии и назначен правящим архиереем двух епархий, Великобританской и Западно-Европейской, с титулом «епископ Ричмондский и Западно-Европейский» с местопребыванием в Лондоне.
27 июня 2019 года Архиерейский Синод РПЦЗ ему присвоил ему титул «Лондонский и Западно-Европейский» и освободил от настоятельства Силуано-Афонском монастыре в Соноре.
В мае 2020 года учредил литургический проект Святых Британских островов под председательством двух диаконов епархии, диакона Марка Таттум-Смита (Меттингем) и диакона Марка Фишера (Кардифф). Началась работа по систематическому занесению всей сохранившейся гимнографии британским святым в один окончательный литургический перечень. Всего к середине 2021 года было собрано 85 богослужений на трёх литургических языках, составленных девятью авторами. На следующем этапу проекта предполагается выполнить тщательное редактирование гимнографий в соответствии с идиомами и фразеологией Русской Православной Церкви Заграницей.
16 сентября 2022 года решением Архиерейского собора РПЦЗ включён в состав созданной тогда же комиссии для изучения вопросов, связанных с каноническим приемом раскольников.

## Публикации
на английском языке
- «Rediscovering Old Testament Christianity», Again 23.3 (2001) 4-11.
- «Self and the Church: A review of E. Moore’s „Defining Orthodoxy: Is it Possible?“», Theandros: An Online Journal of Orthodox Christian Theology and Philosophy <www.theandros.com> 1/1 (September 2003).
- «Gnomic will and a challenge to the true humanity of Christ in Maximus Confessor», Studia Patristica 42 (2006) 237—242.
- «The Mother of God as mediatrix in Orthodox and Roman Catholic thought», Sobornost, incorporating Eastern Churches Review, 26.1 (2004) 6-26.
- «The role of Mary as co-recapitulator in St Irenaeus of Lyons», Vigiliae Christianae 58.2 (2004) 117—137.
- «Children in Paradise: Adam and Eve as „infants“ in Irenaeus of Lyons», Journal of Early Christian Studies
- «To test or preserve? The prohibition of Gen 2.16-17 in the thought of two second-century exegetes» [Irenaeus and Theophilus], Gregorianum 86 (2005) 723—741.
- «Two-natured man: an anthropology of transfiguration», Pro Ecclesia 14.4 (2005) 413—432.
- First Annual Lenten Retreat at the Holy Virgin Cathedral // web site of the Western American Diocese Russian Orthodox Church Outside of Russia, April 1, 2007
- «An exegesis of conformity: textual subversion of subversive texts», in K. Cooper and J. Gregory (eds.), Discipline and Diversity (Studies in Church History, vol. 43; Woodbridge: Boydell and Brewer, 2007).
- «Impatience and Humanity’s Sinful State in Tertullian of Carthage», Vigiliae Christianae 62 (2008) 107—132.
- «Taking Stock of our Struggle», Orthodox Word 44.263 (2008[9]).
- «The Church», in M. Cunningham-Corran and E. Theokritoff (eds.), Cambridge Companion to Orthodox Theology (Cambridge: The University Press, 2008).
- «Scripture, graphe, and the status of Hermas in Irenaeus», St Vladimir’s Theological Quarterly 53.1 (2009) 29-66.
- The Orthodox Study Bible: Septuagint Old Testament (California: Thomas Nelson Publishers, February 2008) — editor, translator, and chair of prophetical books translations.
- A Century on Prayer, Orthodox Word no. 268 (2009).
- Irenaeus on Creation: The Cosmic Christ and the Saga of Redemption (Brill, 2008).
- Of God and Man: Theology as Anthropology from Irenaeus to Athanasius (T&T Clark, 2009).
- «God», in J. Bingham (ed.), The Routledge Companion to Early Christian Thought (New York: Routledge, 2009).
- «Sinful nature as second nature in Tertullian of Carthage», Studia Patristica (2010).
- «Their proclamation has gone out into all the earth…» // West-American diocese, 2010
- St. Irenaeus of Lyons: Against the Heresies, Book 3 (Paulist Press: Ancient Christian Writers, 2012).
- The Beginnings of a Life of Prayer (St Herman’s Press, 2013).
- «The Poverty of Christ that Makes Men Rich», in Spiritual Spring 1.3 (2014).
- «Beauty Will Save the World», in Spiritual Spring 2.3 (2014).
- «On the Service of the Anathemas, or, more properly, The Rite of the Triumph of Orthodoxy», in Orthodox Word no. 298 (June 2015).
- '«One Thing Needful»: The Significance of the Divine Liturgy in the Life of the Monastic Brotherhood' 2016. (перевод с русского)
- «Traditions of Orthodox Monasticism», in the Atlas of Orthodox Monasteries of the USA (Assembly of Bishops Press, forthcoming 2016).
- «Obedience, Experience, Transformation and the Confessor-Priest: A Dimension of the Legacy of St Symeon the New Theologian in Orthodox Pastoral Life», Proceedings of the 2014 International Conference on Patristic Studies, Sts. Cyril & Methodius Institute for Postgraduate Studies (Moscow: Forthcoming, 2016).

на русском языке
- Первый великопостный православный семинар при кафедральном соборе в Сан-Франциско, официальный сайт Западно-Американской епархии РПЦЗ, 1 апреля 2007
- «„Единое на потребу“ Значеніе Божественной Литургіи въ жизни монашескаго братства», Nativity Readings Conference, Moscow, January 2015